# اثل جانز
اثل جانز (انگلیسی: Ethel Johns؛ ۱۸۷۹ – ۲ سپتامبر ۱۹۶۸) یک پرستار، استاد دانشگاه و مدیر اجرایی اهل کانادا بود.
او در «مدرسهٔ آموزشی بیمارستان عمومی وینیپگ» در رشتهٔ پرستاری تحصیل کرد. سپس به کالج تربیت معلم در دانشگاه کلمبیا رفت و پس از اتمام تحصیل مجدداً به وینیپگ بازگشت و به‌عنوان سرپرست و مدیر در «بیمارستان کودکان وینیپگ» مشغول به کار شد.
اثل جانز در سال ۱۹۱۹ میلادی به بریتیش کلمبیا نقل مکان کرد و مدیر خدمات پرستاری و آموزشی بیمارستان عمومی ونکوور و همچنین هماهنگ‌کننده و سرپرست دورهٔ جدید آموزش پرستاری در دانشگاه بریتیش کلمبیا گردید.
او از سال ۱۹۳۳ تا ۱۹۴۴ ویراستار مجلهٔ «کنیدین نرسینگ» بود و در سال ۱۹۲۵ گزارشی منتشر کرد که در آن توصیه شده بود فرصت‌های تحصیلی و شغلی برای پرستاران سیاه‌پوست (آمریکائیان آفریقایی‌تبار) افزایش یابد.
اثل جانز در سال ۱۹۴۴ بازنشسته شد و در سال ۱۹۶۸ در ونکوور درگذشت.
دولت کانادا در سال ۲۰۱۵ او را جزء «افراد پراهمیت تاریخی ملی» قرار داد. شهرت اثل جانز به واسطهٔ تلاش و مشارکت‌های مهم‌اش در زمینهٔ پیشرفت رشتهٔ پرستاری و فرصت‌های برابر شغلی در زمینهٔ اشتغال و آموزش است.
«جایزهٔ اثل جانز» همه‌ساله توسط «انجمن مدارس پرستاری کانادا» به خدمات برجستهٔ افراد در زمینهٔ آموزش پرستاری در کانادا اهدا می‌شود.